# St.-Wulphardi-Kirche (Freiburg/Elbe)

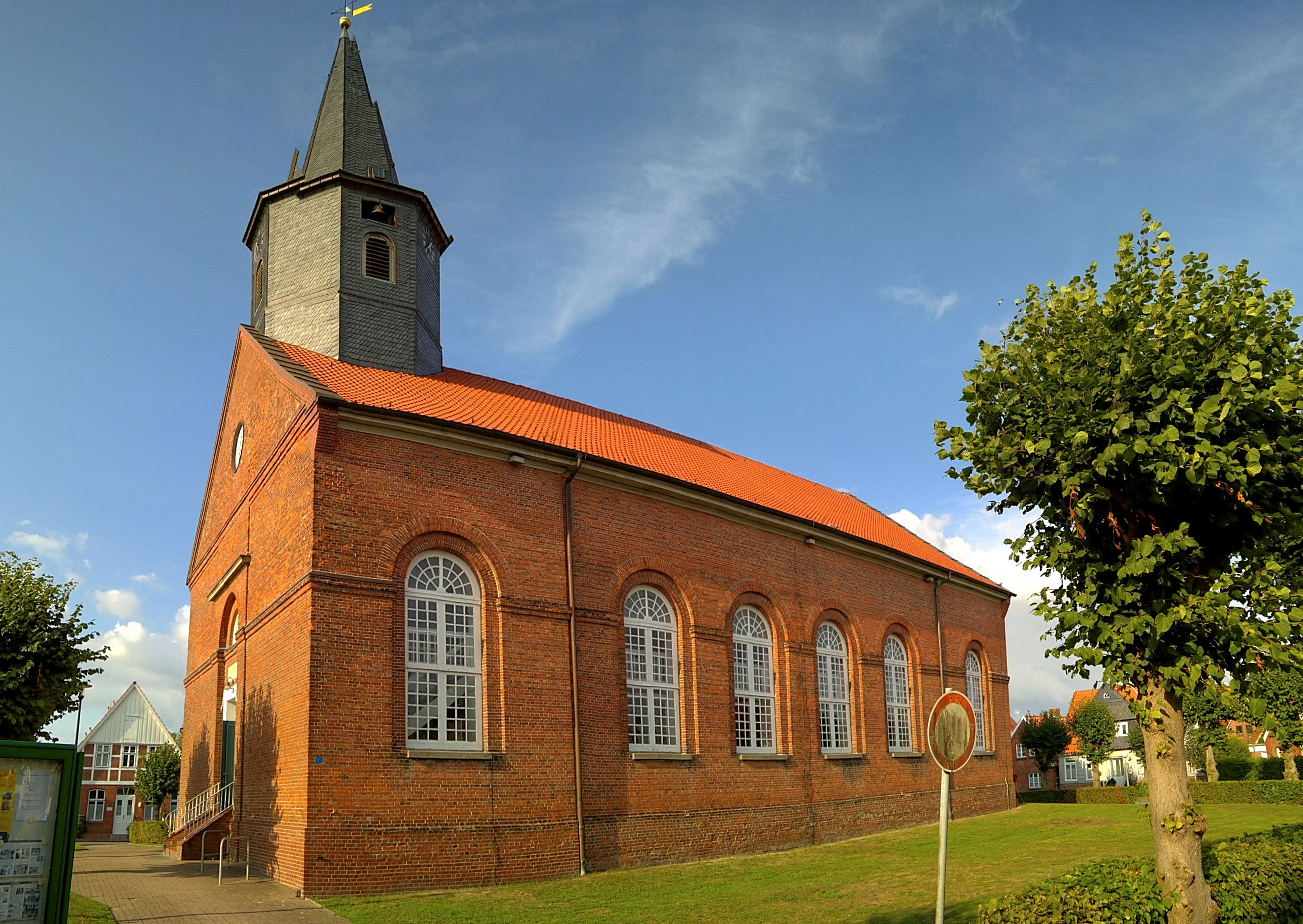
St.-Wulphardi-Kirche

Innenansicht Richtung Altar

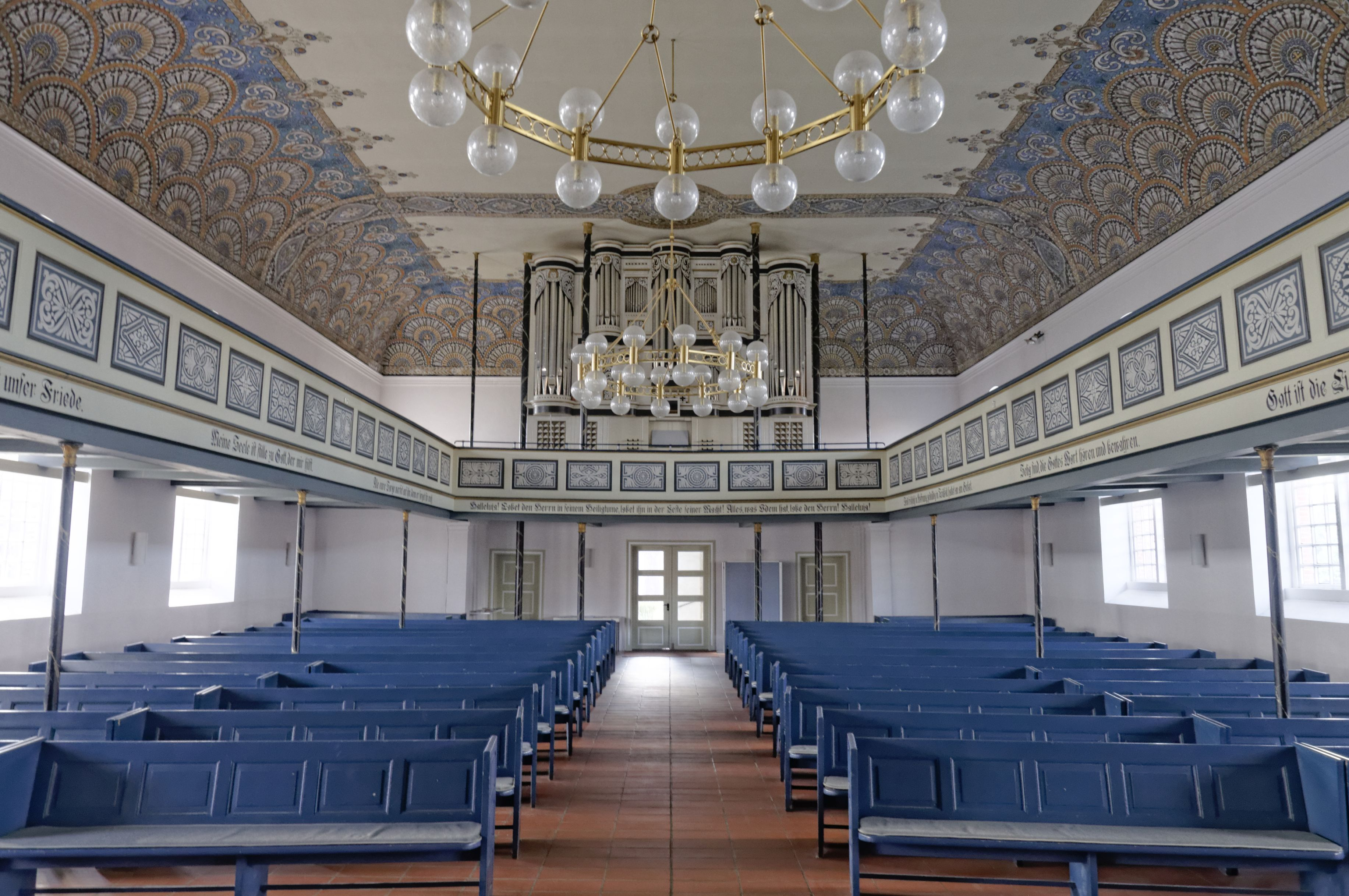
Innenansicht Richtung Orgel

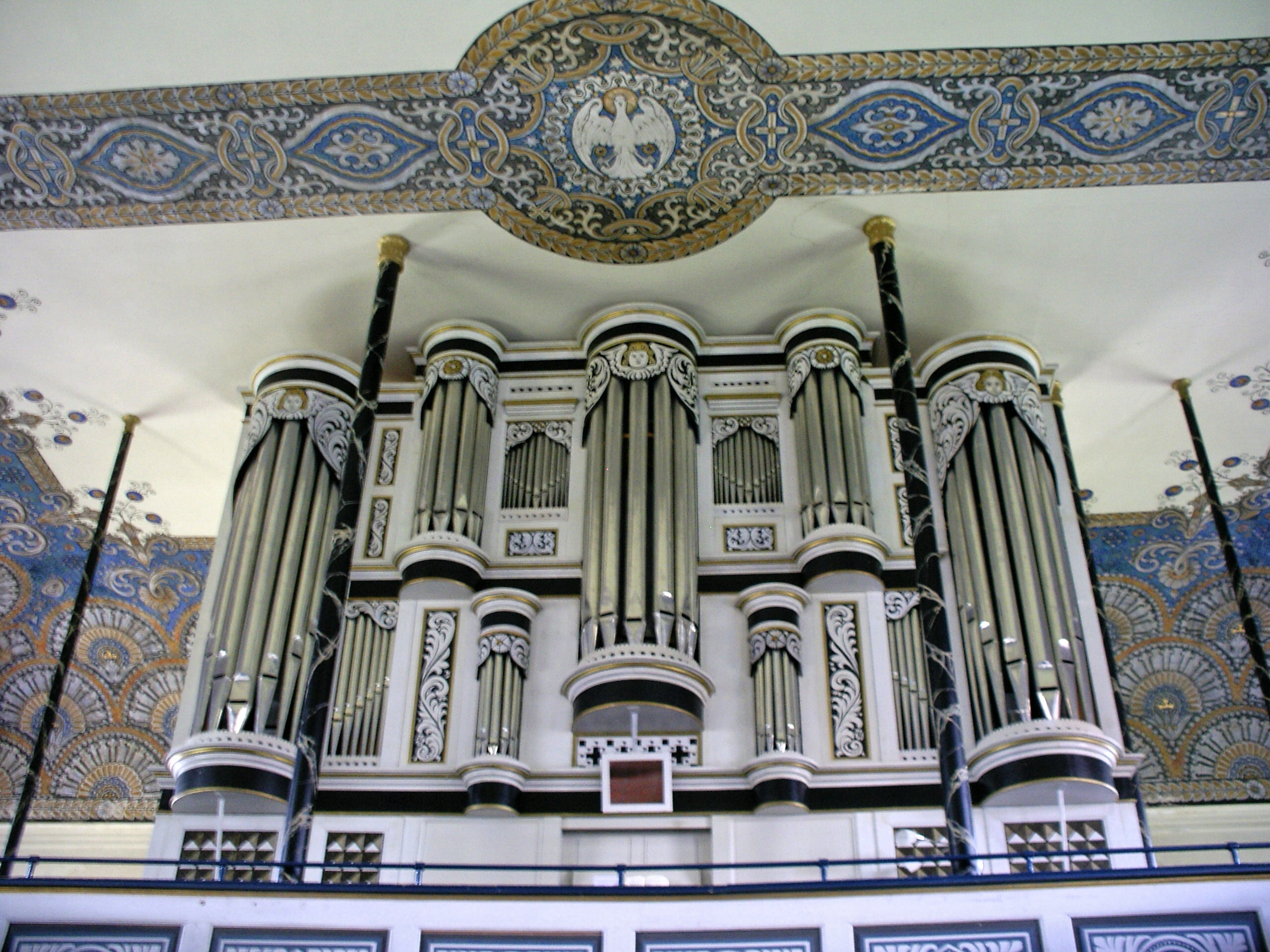
Orgel

Die evangelisch-lutherische, denkmalgeschützte St.-Wulphardi-Kirche steht in Freiburg, einem Flecken im Landkreis Stade von Niedersachsen. Die Kirchengemeinde gehört zum Kirchenkreis Stade im Sprengel Stade der Evangelisch-lutherischen Landeskirche Hannovers.

## Beschreibung
Die rechteckige spätklassizistische Saalkirche aus Backsteinen wurde 1837/38 durch Ernst Heinrich Blohm anstelle einer zuvor abgebrochenen, durch die Sturmflut von 1825 schwer beschädigten unter dem seltenen Patrozinium des heiligen Wolfhard von Augsburg stehenden romanischen Basilika erbaut. Die Sakristei befindet sich im Osten, das Portal im Westen. Die flächigen Wände des Kirchenschiffs sind durch große Bogenfenster gegliedert. In Höhe der Kämpfer ist ein umlaufendes Gesims. Aus dem Satteldach erhebt sich nahe der Eingangsfassade ein achtseitiger schiefergedeckter Dachreiter, der mit einem spitzen Helm bedeckt ist. 
Der Innenraum ist mit einer Flachdecke überspannt, die von ornamental bemalten Vouten gerahmt ist. Zur Kirchenausstattung aus der Erbauungszeit gehört ein Kanzelaltar. Charakteristisch ist die den ganzen Raum umlaufende Empore, deren Brüstung ebenfalls ornamental bemalt und mit Bibelsprüchen und anderen christlichen Sätzen beschriftet ist.
Auf der westlichen Seite der umlaufenden Empore über dem Eingang der Kirche steht die Orgel. Das erste Instrument eines unbekannten Orgelbauers von 1751 wurde 1899 von Carl Johann Heinrich Röver umgebaut. Die heutige Orgel mit 24 Registern, verteilt auf zwei Manuale und ein Pedal, wurde 1986 von der Orgelbauwerkstatt Führer im alten Prospekt errichtet.
Im Dachreiter befinden sich zwei Läuteglocken aus Bronze:
- Die größere Glocke wurde 1751 von Johann Andreas Bieber & Sohn aus Hamburg gegossen; sie hat einen Durchmesser von 1191 mm und wiegt 900 kg; der Schlagton ist f′±0.
- Die kleinere Glocke wurde 1930 von Gebr. Radler aus Hildesheim gegossen; sie hat einen Durchmesser von 1046 mm und wiegt 550 kg; der Schlagton ist g′+2.